# Chaetognatha

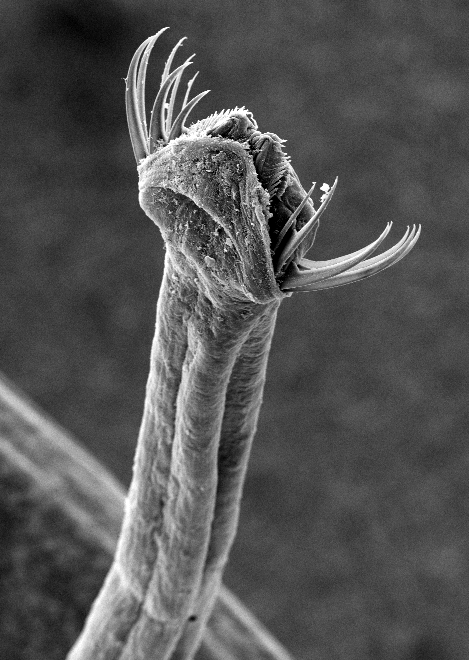
Cabeza de Sagitta.

Los quetognatos (Chaetognatha), también conocidos como gusanos flecha, son un filo de animales depredadores marinos, que forman parte del plancton oceánico en todo el globo. Parecen tener preferencia por aguas más bien cálidas. Los quetognatos suelen ser casi transparentes y tener forma de torpedo, con estructuras más opacas en la cabeza. Miden entre 2 mm y 12 cm. Se han descrito unas 121 especies agrupadas en 20 géneros.

## Características
Los quetognatos son transparentes o translúcidos y están recubiertos de una cutícula. Presentan aletas impares horizontales en lados opuestos del cuerpo, y varias espinas queratinosas ganchudas a cada lado de la cabeza —destinadas a la caza— que guardan en una capucha cuando nadan; de este último rasgo extraen su nombre. Tienen una cabeza, un tronco y una cola diferenciados; son hermafroditas y se han descrito especies productoras de neurotoxinas, que usan para atrapar presas. Nadan propulsándose con la cola y estabilizándose con las aletas.
A pesar de tener una boca con una o dos hileras de dientes, ojos compuestos y sistema nervioso, carecen de sistema respiratorio, circulatorio o excretor. Mueven todo material que les interesa al interior del cuerpo por cilios y la excreción la realizan a través de la piel.

## Posición taxonómica
Han sido clasificados dentro de deuteróstomos por sus características en el desarrollo embrionario. Lynn Margulis y K. V. Schwartz de hecho, los incluían en este grupo dentro de su clasificación de 5 reinos. Los exámenes moleculares, sin embargo, los asocian con protóstomos y Thomas Cavalier-Smith los incluyó en este grupo en su teoría de los 6 reinos. En lo que respecta al desarrollo, guardan ciertas similitudes con nemátodos. La posición de los quetognatos dentro de Bilateria fue durante mucho tiempo incierta apareciendo basal dentro de los protóstomos. Recientemente se propuso clasificarlos dentro de Gnathifera gracias a unas estructuras presentes en el aparato masticador que al parecer son sinapomorfias compartidas con los integrantes de este clado. Esta agrupación posteriormente va a ser confirmada por los análisis moleculares, algunos lo encontraron como el clado basal de los gnatiferos o como grupo hermano de Rotifera y Micrognathozoa. Según el estudio morfológico-fósil los quetognatos estarían emparentados con los rotíferos, relación que también fue sugerida por un estudio comparativo de los genes Hox.

## Registro fósil
Apenas hay registro fósil, pero se cree que aparecieron en el Cámbrico. Se han hallado espinas fosilizadas suyas datadas a finales de la era Paleozoica. Existen fósiles de cuerpos completos, aún no muy bien descritos, de mediados del Cámbrico en Burgess Shale, en la Columbia Británica, y del Cámbrico Inferior en los esquistos de Maotianshan de Yunnan, China.  
Algunos autores los relacionan con los conodontos, a su vez relacionados con los vertebrados y más concretamente con protoconodontos, que hoy se consideran quetognatos y que se conocen solo por algunos dientes.